# GeoServer
GeoServer ist eine Mapserver-Software. Sie zeichnet sich aus durch Konformität zu Standards des Open Geospatial Consortiums und implementiert die Dienste Web Map Service (WMS), Web Coverage Service (WCS), Web Feature Service (WFS, auch transaktional) und Web Processing Service (WPS). Als Projekt der Open Source Geospatial Foundation ist das Programm freie Software.

## Geschichte
Das Projekt Free Feature Server, auch FreeFS genannt, ist in GeoServer aufgegangen.

## Technik
Bei der Entwicklung von GeoServer wird viel Wert auf die Einhaltung offener Standards gelegt, um die Interoperabilität mit anderen Anwendungen zu ermöglichen. Die Server-Software ist in Java programmiert und basiert auf GeoTools.
GeoServer implementiert die Versionen WMS 1.1.1 und 1.3.0 sowie WFS/WFS-T 1.0.0, 1.1.0 und 2.0.0, wobei mit einer Extension auch die Versionierung des WFS-T möglich ist. Seit der GeoServer-Version 1.5 unterstützt die Software auch WCS, aktuell der Versionen 1.0.0 und 1.1.1. Mit der Freigabe von GeoServer 2.1 im Mai 2011 ist u. a. auch ein WPS der Version 1.0.0 als Extension erhältlich.
Für die Speicherung der Kachelgrafiken eines WMS verwendet GeoServer den Tile Cache GeoWebCache (GWC), die damit erstellten Dienste erfüllen die Standards TMS 1.0.0, WMS-C 1.1.1 und WMTS 1.0.0.

## Verwendung
Mit GeoServer ist es möglich, geographische Daten als Webservices (Geodienste) in einem Netzwerk anzubieten, sei es in einem lokalen Netzwerk oder im Internet. Die Darstellung erfolgt mithilfe des WMS oder WCS in Form von Grafiken oder es werden mithilfe des WFS die eigentlichen Merkmale z. B. als GML ausgegeben. Der enthaltene WFS besitzt die Transactional-Erweiterung (WFS-T), welche es ermöglicht, die angebotenen Daten zu bearbeiten und zu speichern.
In Verbindung mit einem Client können Anwendungen erstellt werden, mit denen man vorhandene Kartendaten betrachten kann. Je nach Client unterscheiden sich die Funktionen (z. B. Zoomen, Verschieben). GeoServer kann auch in Verbindung mit einem Desktop-GIS wie uDig genutzt werden, wobei die einzelnen Dienste als Datengrundlage dienen.